# Primera División de Costa Rica 1960
Die Saison 1960 war die 40. Spielzeit der Primera División de Costa Rica, der höchsten costa-ricanischen Fußballliga. Es nahmen acht Mannschaften teil. Alajuela gewann zum 9. Mal in der Vereinsgeschichte die Meisterschaft.

## Austragungsmodus
- Die acht teilnehmenden Mannschaften spielten in einer Einfachrunde (Hin- und Rückspiel) im Modus Jeder gegen Jeden den Meister aus.
- Der Letztplatzierte stieg direkt ab.

## Endstand
| Pl.             | Verein             | Sp. | S  | U | N  | Tore  | Diff. | Punkte |
| --------------- | ------------------ | --- | -- | - | -- | ----- | ----- | ------ |
| 01              | LD Alajuelense (M) | 14  | 11 | 2 | 1  | 44:13 | 41    | 24     |
| 02              | CS Herediano       | 14  | 9  | 2 | 3  | 38:15 | 23    | 20     |
| 03              | CD Saprissa        | 14  | 8  | 3 | 3  | 38:18 | 20    | 19     |
| 04              | CS Cartaginés      | 14  | 7  | 2 | 5  | 24:22 | 2     | 16     |
| 05              | Carmen FC          | 14  | 4  | 2 | 8  | 18:31 | −13   | 10     |
| 06              | SG Española        | 14  | 3  | 4 | 7  | 19:33 | −14   | 10     |
| 07              | Orión FC           | 14  | 2  | 4 | 8  | 22:37 | −15   | 8      |
| 08              | CS La Libertad (N) | 14  | 2  | 1 | 11 | 15:49 | −34   | 5      |
| Stand: Endstand |                    |     |    |   |    |       |       |        |

## Pokalwettbewerb

### Copa Presidente 1960
Die Copa Presidente 1960 gewann Saprissa im Finale gegen Heredia.